# Harold Beaudine
Harold Beaudine est un réalisateur et scénariste américain né le 29 novembre 1894 à New York, État de New York (États-Unis), décédé le 9 mai 1949 à Sawtelle (en) (Californie).

## Filmographie

### comme Réalisateur
- 1921 : Hey, Rube!
- 1921 : Take Your Time
- 1921 : Three Jokers
- 1921 : Rocking the Boat
- 1922 : One Stormy Knight
- 1922 : Hokus Pokus
- 1922 : 'Tis the Bull
- 1922 : A Hickory Hick
- 1922 : Mile-a-Minute Mary
- 1922 : In Dutch
- 1923 : Black and Blue
- 1923 : Second Childhood
- 1923 : Une riche famille (Hot Water)
- 1923 : Plumb Crazy
- 1923 : Navy Blues
- 1923 : Fool Proof
- 1924 : Safe and Sane
- 1924 : Nerve Tonic
- 1924 : Aggravating Poppa
- 1924 : Easy Pickin's
- 1925 : French Pastry
- 1925 : Step Fast
- 1925 : Great Guns
- 1925 : Sit Tight
- 1925 : Air Tight
- 1925 : Be Careful
- 1925 : Slippery Feet
- 1926 : For Sadie's Sake
- 1926 : Dancing Daddy
- 1926 : Broken China
- 1926 : Fresh Faces
- 1926 : Mister Wife
- 1926 : Dummy Love
- 1926 : Beauty à la Mud
- 1926 : Dodging Trouble
- 1926 : Hoot Mon!
- 1927 : Wild and Woozy
- 1927 : Break Away
- 1927 : Queer Ducks
- 1927 : No Sparking
- 1927 : Dead Easy
- 1927 : Short Socks
- 1927 : Crazy to Fly
- 1927 : Splash Yourself
- 1928 : Just the Type
- 1928 : Love Shy
- 1928 : Horse Shy
- 1928 : Goofy Ghosts
- 1928 : Slippery Heels
- 1928 : Skating Home
- 1928 : The Sock Exchange
- 1928 : Loose Change
- 1928 : Believe It or Not
- 1929 : Baby Talks
- 1929 : No Boy Wanted
- 1929 : Christmas Cheer
- 1930 : Grounds for Murder
- 1930 : Brother for Sale
- 1930 : His Bachelor Daddies
- 1930 : Mush Again
- 1930 : Seeing Things
- 1930 : For Art's Sake
- 1931 : A Happy Little Honeymoon
- 1931 : A College Racket

### comme scénariste
- 1929 : No Boy Wanted